# Rolando d'Alessandro
Rolando d'Alessandro, també conegut amb el nom de ploma de Rolando del Guerra, (Arezzo, 1954) és un escriptor, traductor, intèrpret i activista italocatalà. Empresonat el 1974 per un delicte que li va ser atribuït i que ell sempre ha negat, va evadir-se de la presó i es va refugiar en diversos indrets dels Països Catalans (Catalunya Nord, Mallorca), abans d'establir-se definitivament al barri de Sants de Barcelona. Vivint en clandestinitat, i servint-se inicialment d'una identitat falsa —el pseudònim Rolando del Guerra—, comença a treballar de traductor, i arriba a interpretar personalitats com ara Romano Prodi, Joan Carles I d'Espanya, Gérard Depardieu, Claudio Magris, Niccolò Ammaniti, Josep Guardiola, Toni Negri, i més recentment Viola di Grado i Erri De Luca.
Amb l'extinció de la pena el 2008, adopta legalment el nom de Rolando d'Alessandro (inicialment, un pseudònim), i es dedica entre altres a la traducció literària i d'assaig, principalment de l'italià cap al català, malgrat que també ha treballat amb el francès, l'anglès i el castellà. També publica obra pròpia, com l'autobiografia Si te'n vas, no tornis, sobre el seu periple vital, i on explica en primera persona l'evasió de la presó. El 1988, el seu conte Urbanitats (escrit amb Genoveva Gómez) guanya la primera edició del premi Solstici d'estiu-Països Catalans de narrativa (avui, premi Ciutat de Badalona). El jurat, integrat entre altres per Ramon Barnils i Ferran Torrent, la va qualificar d'«esperpèntica, divertida i moderna».
Com a activista, ha impulsat les campanyes Bombes d'impunitat (per demanar responsabilitats pels bombardejos de l'aviació feixista italiana a Barcelona) i Stop Bales de Goma (per abolir l'ús de projectils de goma a Catalunya).
Ha col·laborat regularment a mitjans com l'Accent i la Directa. El 2025 publica, gràcies a una campanya de micromecenatge, Desarmats i captius, una recerca sobre la participació de l'estat italià en la Guerra Civil espanyola.

## Obra pròpia[1]
- 2025. Desarmats i captius. ISBN 978-84-09-68793-0.
- 2023. El fantasma de la islamofòbia.[8]
- 2015. El dogma de la no-violència. Descontrol
- 2015. Lluites o protestes. Descontrol.
- 2012. Si te'n vas no tornis. El Jonc.
- 1986. Llengua, dialecte, nació, ètnia: llengua i poder a Itàlia, La Magrana (amb el nom de Rolando del Guerra; juntament amb Genoveva Gómez)

## Obra traduïda
- Pili, Andria. (2021). «Qüestió sarda, sardisme, independentisme». Catarsi Magazín. (última visualització: 12 de juny de 2024).
- Diversos autors (2017). Catalogna indipendente: Le ragioni di una battaglia. Manifestolibri.
- Balestrini, Nanni. (2013). La violència il·lustrada. Tigre de Paper Edcions.
- Balestrini, Nanni. (2012). Carbònia. Tigre de Paper Edicions.
- Svevo, Italo. (1986). Una vida. Edicions 62, (amb el nom de Rolando del Guerra; juntament amb Dorotea Casas)